# Сверчков, Исидор Дмитриевич
Иси́дор Дми́триевич Сверчко́в (1837—1907) — генерал от инфантерии, участник среднеазиатских походов. В 1901—1904 годах тавастгусский губернатор.

## Биография
Родился 14 мая 1837 года в Або в семье генерал-майора Дмитрия Фёдоровича Сверчкова. Образование получил в Гельсингфорсском лицее, после чего 26 мая 1853 года был принят вольноопределяющимся в армейскую пехоту. Прошёл курсы при Финляндском кадетском корпусе и 30 июля 1854 года был произведён в прапорщики.
В 1854 году Сверчков находился в Свеаборге и составе крепостного гарнизона участвовал в отражении атаки англо-французского флота. Тогда же оказался в центре внимания ведущих газет того времени, поскольку был ложно обвинён английским правительством в «резне в Ханко» — моряков парового фрегата HMS «Cossack», высадившихся на мысе Ханко 24 мая 1855 года. Фактически же англичане высадили десант, не подозревая о наличии русских войск в тамошнем посёлке, но спешно прибывший Сверчков во главе команды из 50 солдат захватил в плен 11 моряков и приказал остававшимся в шлюпке сдаваться, а при их попытке отчалить от берега приказал открыть огонь. Были убиты 5 англичан и финский лоцман, ещё 4 моряка ранены и захвачены в плен, захвачены все ружья и кормовой британский военный флаг с баркаса. Однако англичане заявили, что это был не десант, а парламентёры под белым флагом, после чего несколько месяцев в европейской прессе велась пропагандистская война по поводу «убийства» русским офицером безоружных парламентёров. Согласно российскому расследованию, никакого белого флага не было, баркас прибыл к берегу с кормовым британским военным флагом, а каждый «парламентёр» был вооружён.
Далее Сверчков служил в Туркестанских войсках и неоднократно отличался в разных походах. 24 января 1864 года произведён в поручики, 1 января 1865 года зачислен в гвардию с переименованием в подпоручики, 13 апреля 1866 года вновь был зачислен по армейской пехоте и получил чин штабс-капитана.
В 1867 году за отличие в кампании предыдущего года и особенно при штурмах Ура-Тюбе и Джизака, где он командовал стрелковой ротой, Сверчков был произведён в капитаны (со старшинством от 2 октября 1866 года). За кампанию 1867 года против Бухарского ханства он был награждён золотой саблей с надписью «За храбрость» и за кампанию 1868 года он 19 февраля следующего года был произведён в майоры.
5 июня 1869 года Сверчков был переведён в Восточную Сибирь, где получил в командование 2-й пеший батальон Забайкальского казачьего войска, с 25 октября того же года командовал 4-м Восточно-Сибирским линейным батальоном. 1 октября 1872 года произведён в подполковники.
В 1874 году Сверчков был переведён в Европейскую Россию и с 12 сентября являлся Венденским уездным воинским начальником, с 4 мая 1879 года занимал должность уездного воинского начальника в Могилёве. 26 мая 1881 года произведён в полковники.
20 октября 1892 года назначен начальником Виленского военного госпиталя и 6 марта 1894 года был произведён в генерал-майоры. 1 марта 1898 года назначен комендантом Усть-Двинской крепости, 1 января 1901 года получил чин генерал-лейтенанта (со старшинством с 6 декабря 1900 года).
16 марта 1901 года Сверчков был назначен тавастгусским губернатором. 27 января 1904 года Сверчков был произведён в генералы от инфантерии с увольнением от службы по болезни с мундиром и пенсией. Последние годы жизни он провёл в Киеве, где скончался 16 марта 1907 года.

## Семья
Жена — Анна Павловна Баснина (28.07.1856—04.07.1904), внучка купца П. Т. Баснина и дочь золотопромышленника П. П. Баснина. Умерла от «злокачественного малокровия» в Ялте, похоронена на Аутском кладбище. Дети:
- Дмитрий (12 апреля 1874 — 3 августа 1934, Канн), участник Русско-японской войны и Первой мировой войны, завершил службу в чине полковника Собственного Его Императорского Величества железнодорожного полка; эмигрировал во Францию, где был председателем отдела Союза инвалидов
- Борис (ум. 3 декабря 1963, Нью-Йорк), штабс-ротмистр, в эмиграции председатель Центрального объединения кадет Полоцкого кадетского корпуса

## Награды
Среди прочих наград Сверчков имел знак отличия за XL лет беспорочной службы (1898 год) и ордена:
- Орден Святой Анны 4-й степени (1860 год)
- Орден Святого Станислава 3-й степени с мечами и бантом (1861 год)
- Орден Святой Анны 3-й степени с мечами и бантом (1863 год)
- Орден Святого Владимира 4-й степени с мечами и бантом (1868 год)
- Золотая сабля с надписью «За храбрость» (22 сентября 1868 года)
- Орден Святого Станислава 2-й степени с мечами (1868 года)
- Орден Святой Анны 2-й степени (1875 год)
- Орден Святого Владимира 3-й степени (1886 год)
- Орден Святого Станислава 1-й степени (14 мая 1896 года)
- Орден Святой Анны 1-й степени (6 апреля 1903 года)